# سیارک ۲۲۵۷۰
سیارک ۲۲۵۷۰ (به انگلیسی: 22570 Harleyzhang، نامگذاری:1998HN38) بیست و دو هزار و پانصد و هفتادمین سیارک کشف شده‌است که در ۲۰ آوریل ۱۹۹۸ کشف شد.
قدر مطلق سیارک برابر ۱۵.۵ است.